# STS-49
STS-49 var Endeavours første rumfærge-mission.
Opsendt 7. maj 1992 og vendte tilbage den 16. maj 1992.
Missionens mål var at hente satellitten INTELSAT VI (F-3) der aldrig var gået i korrekt kredsløb, og derefter sætte den i korrekt kredsløb.

## Besætning
- Daniel Brandenstein (Kommandør)
- Kevin P. Chilton (Pilot)
- Kathryn C. Thornton (Specialist)
- Pierre J. Thuot (Specialist)
- Richard J. Hieb (Specialist)
- Thomas D. Akers (Specialist)
- Bruce E. Melnick (Specialist)

## Missionen
Der blev udført fire rumvandringer og, på det tidspunkt, den længste rumvandring der blev udført, den varede 8 timer and 29 minutter. Det var også førte gang tre astronauter gik i rummet samtidig og første gang der blev udført fire rumvandringer.
- Satellitten indfanges
- Satellitten sættes ud igen
- Endeavour var den første rumfærge med bremse-faldskærm